# Liste des drama taïwanais sous forme de Wuxia
Revenir à drama taïwanais.
| Année | Film                                                       | Acteurs notables                                                         | Genre                                                              | Livre dont le film s'inspire                   |
| ----- | ---------------------------------------------------------- | ------------------------------------------------------------------------ | ------------------------------------------------------------------ | ---------------------------------------------- |
| 1977  | Juedai Shuangjiao (絕代雙驕)                               |                                                                          | Wuxia, adventure, romance                                          | Juedai Shuangjiao de Gu Long.                  |
| 1984  | Book and Sword Chronicles (書劍江山)                       | Angela Mao                                                               | Wuxia                                                              | The Book and the Sword de Jin Yong.            |
|       | The Duke of Mount Deer (鹿鼎記)                            |                                                                          | Wuxia, comedy, historical fiction                                  | The Deer and the Cauldron de Jin Yong.         |
|       | The Heaven Sword and Dragon Saber (倚天屠龍記)             |                                                                          | Wuxia                                                              | The Heaven Sword and Dragon Saber de Jin Yong. |
|       | The Return of the Condor Heroes (神鵰俠侶)                 | Meng Fei. Angela Pan                                                     | Wuxia                                                              | The Return of the Condor Heroes de Jin Yong.   |
| 1985  | The Book and the Sword (書劍恩仇錄)                        |                                                                          | Wuxia                                                              | The Book and the Sword de Jin Yong.            |
|       | Chu Liu Xiang (楚留香)                                     | Adam Cheng                                                               | Wuxia                                                              | Chu Liuxiang de Gu Long.                       |
|       | Ode to Gallantry (俠客行)                                  | Max Mok. Chao Yung-hsin                                                  | Wuxia                                                              | Ode to Gallantry de Jin Yong.                  |
| 1986  | Xin Juedai Shuangjiao (新絕代雙驕)                         | Tien Feng                                                                | Wuxia                                                              | Juedai Shuangjiao de Gu Long.                  |
| 1988  | The Legend of the Condor Heroes (射鵰英雄傳)               | Howie Huang. Idy Chan                                                    | Wuxia                                                              | The Legend of the Condor Heroes de Jin Yong.   |
| 1991  | The Flying Fox of Snowy Mountain (雪山飛狐)                |                                                                          | Wuxia                                                              | Fox Volant of the Snowy Mountain de Jin Yong.  |
| 1992  | The Book and the Sword (書劍恩仇錄)                        |                                                                          | Wuxia                                                              | The Book and the Sword de Jin Yong.            |
| 1993  | Bao Qing Tian (包青天)                                     |                                                                          | Period drama, wuxia, mystery, detective                            |                                                |
|       | The Heaven Sword and Dragon Saber (倚天屠龍記)             | Steve Ma. Cecilia Yip. Kathy Chow                                        | Wuxia                                                              | The Heaven Sword and Dragon Saber de Jin Yong. |
|       | New Legend of Madame White Snake (新白娘子傳奇)            |                                                                          | Wuxia                                                              |                                                |
|       | Justice Pao (包青天)                                       | Jin Chao-chun. Kenny Ho. Fan Hung-hsuan                                  | crime fiction, historical fiction, wuxia, gong'an fiction, fantasy |                                                |
| 1995  | Chor Lau-heung (香帥傳奇)                                  | Adam Cheng. Cynthia Khan                                                 | Wuxia                                                              | Chu Liuxiang de Gu Long.                       |
| 1996  | New Dragon Gate Inn (新龍門客棧)                           |                                                                          | Wuxia                                                              |                                                |
| 1998  | Princess Returning Pearl (還珠格格)                        |                                                                          | Wuxia                                                              |                                                |
|       | The Return of the Condor Heroes (神鵰俠侶)                 | Richie Ren. Jacklyn Wu                                                   | Wuxia                                                              |                                                |
| 1999  | Mulan (花木蘭)                                             |                                                                          | Wuxia                                                              |                                                |
|       | The Legendary Siblings ( 絕世雙嬌)                         |                                                                          | Wuxia, romance                                                     |                                                |
|       | Romance of the White Haired Maiden (白髮魔女)              | Chi Chen-hsi. Li Pei-sen. Chu Feng-chun. Hu Ming                         | Wuxia                                                              |                                                |
| 2000  | State of Divinity (笑傲江湖)                               | Richie Jen. Anita Yuen. Vivian Chen. Yue Yao Li. Leanne Liu              | Wuxia                                                              |                                                |
|       | The Duke of Mount Deer (小宝与康熙)                        | Dicky Cheung. Patrick Tam. Ruby Lin. Annie Wu. Cheung Sai. Shu Qi        | Wuxia, comedy, historical fiction                                  | The Deer and the Cauldron de Jin Yong.         |
|       | Treasure Venture (侠女闯天关)                              | Nicky Wu, Vicki Zhao, Cao Jun, Liu Zi                                    | Wuxia, comedy                                                      |                                                |
| 2001  | Crouching Tiger Hidden Dragon (卧虎藏龙)                   | Jian Qinqin. Huang Yi. Peter Ho                                          | Wuxia                                                              |                                                |
|       | Legendary Fighter - Yang's Heroine (楊門女將 - 女兒當自強) | Cheng Pei Pei, Carman Lee, Teresa Lee, Andrew Lien, Roger Kwok, Ben Wong | Wuxia                                                              |                                                |
|       | Master Swordsman Lu Xiaofeng (陸小鳳之決戰前後)            | Jimmy Lin. Christopher Lee. Max Mok                                      | Wuxia                                                              |                                                |
|       | Master Swordsman Lu Xiaofeng 2 (陸小鳳之鳳舞九天)          | Eric Suen. Christopher Lee. Gigi Lai                                     | Wuxia                                                              |                                                |
|       | The New Adventures of Chor Lau-heung (新楚留香)            | Richie Ren. Ruby Lin. Dicky Cheung                                       | Wuxia, adventure, romance                                          |                                                |
| 2002  | Book and Sword, Gratitude and Revenge (書劍恩仇錄)         | Vincent Zhao. Esther Kwan. Ray Lui. Joey Leung. Kym Ng                   | Wuxia                                                              |                                                |
|       | The Legendary Siblings (絕代雙驕)                          | Jimmy Lin. Alec Su                                                       | Wuxia, adventure, romance                                          |                                                |
|       | The Legendary Siblings 2 (絕世雙驕)                        | Jimmy Lin                                                                | Wuxia, adventure, romance                                          |                                                |
| 2003  | Flying Daggers (飛刀又見飛刀)                              | Julian Cheung. Ruby Lin. Dong Jie                                        | Wuxia, romance                                                     |                                                |
|       | The Heaven Sword and Dragon Saber (倚天屠龍記)             | Alec Su. Alyssa Chia. Gao Yuanyuan                                       | Wuxia                                                              |                                                |
| 2004  | Wind and Cloud (風雲)                                      | Vincent Zhao. Peter Ho. Wong He                                          | Wuxia                                                              |                                                |
|       | Wind and Cloud 2 (風雲2)                                   | Vincent Zhao. Peter Ho                                                   | Wuxia                                                              |                                                |
| 2005  | The Legend of Hero (中華英雄)                              | Peter Ho. Ady An                                                         | Wuxia, action, romance                                             |                                                |
|       | Royal Swordsmen (天下第一)                                 | Roger Kwok. Li Yapeng. Wallace Huo                                       | Wuxia                                                              |                                                |